# SV Würzburg 05
Der Schwimmverein Würzburg 05, kurz SVW 05, ist ein deutscher Wassersportverein. Der 1905 gegründete Verein ist einer der größten Schwimmvereine Deutschlands und einer der größten in Europa. Der SVW 05 erbaute 1968 das erste vereinseigene Hallenbad (25-Meter-Becken) in Deutschland. 1972 erfolgte der Bau eines weiteren eigenen 50-Meter-Hallen-Sportschwimmbeckens, welches in den folgenden Jahren unter anderem um ein Fitness- und einen Saunabereich erweitert wurde.
Neben seinen Kernsportarten gibt es die Abteilungen Triathlon, Synchronschwimmen, Lauftreff und Fitness.
Die „Nullfünfer“ haben seit ihrer Gründung im Jahre 1905 eine Vielzahl von Olympiateilnehmern im Schwimmsport und Wasserball hervorgebracht. Der Verein ist insgesamt fünfmaliger deutscher Meister im Wasserball.
Der ehemalige Schwimmtrainer Stefan Lurz, Bruder des Vereinsvorsitzenden, ist rechtskräftig aufgrund einer Sexualstraftat verurteilt und als Angestellter im Verein tätig.
Erfolgreichster Schwimmer des Vereins war Thomas Lurz, zehnfacher Weltmeister im Freiwasserschwimmen und Bronzemedaillengewinner der Olympischen Spiele 2008 in Peking über zehn Kilometer. Er trat am 1. Mai 2015 vom aktiven Sport zurück und ist seit Januar 2016 Präsident des SV Würzburg 05.
Weitere erfolgreiche Aktive sind die Welt- und Europameisterin Lea Boy und die mehrfache Medaillengewinnerin Leonie Antonia Beck.